# Eliana Rubashkyn
Eliana Rubashkyn (Bogotá, Colômbia, 25 de Junho de 1988) é uma pessoa química e farmacêutica, trans e intersexo neozelandesa, conhecida pelo reconhecimento da sua identidade de gênero através de uma resolução da ONU, o primeiro no mundo, e por ser a primeira mulher trans reconhecida como mulher na China e em Hong Kong.

## História
Eliana Rubashkyn nasceu em 25 de Junho de 1988 na Bogotá Colômbia filha de pais judeus ucranianos, ela nasceu com uma condição genética intersexo, conhecida como Síndrome de Insensividade Androgênico e mosaicismo genético.
Eliana fala 8 idiomas, ela se formou em Farmácia pela Universidade Nacional da Colombia. No 2012 ela ganhou uma bolsa de estudos para um Mestrado no Taiwan, lá ela iniciou seu tratamento hormonal, Após um semestre o tratamento hormonal mudou radicalmente seu corpo devido sua variação intersexo.
Em 2012 a Faculdade do Taiwan que ela fazia o mestrando pediu a renovação de seus documentos, pois no passaporte dela ainda constava nome, foto e sexo masculino, ela foi aconselhada a procurar pelo Consulado da Colômbia e atualizar as informações, para isso ela teria que viajar para Hong Kong. Os médicos do Taiwan confirmaram sua variação intersexo com cromossomos XY e XX, o departamento de imigração do Taiwan pediu para ela mudar seu passaporte, caso contrário ela não poderia ficar em Taiwan e como o Taiwan não tem relações diplomáticas com a Colômbia ela teve que ir para Hong Kong.
No Aeroporto Internacional de Hong Kong, ela foi detida mais de 8 meses sua aparência feminina quando seus documentos tinha nome, sexo e foto masculinas. Eliana morou nas ruas de Hong Kong, y também em um campos de refugiados na China, ela sofreu maus-tratos abusivos e abuso sexual constante e assédio em vários dos centros de reclusão que viveu.
Eliana foi também foi internada numa ala Psiquiátrica do Hospital Queen Elizabeth porque ela tentou se suicidar devido ao estupro que sofreu em Hong Kong pelos seguranças. Uma ONG LGBTI implorou para sua libertação do Hospital.
Eliana foi retirada do Hospital e a ONG tento registra-la na lista da ONU para refugiados precisando de um asilo político ela não foi aceita em nenhum país por ser transgênero e o governo da Colombia não reconheceu a Eliana como cidadã, disseram "Não podemos ajuda-la". Eliana se tornou uma cidadã "Apátrida" devido a falta de assistência diplomática.
Depois de um estupro no campo de refugiados, ela passou três semanas no hospital onde fizeram cirurgias para reparar o dano físico que ela sofreu e foi tratada para infecção.
Com a ajuda da Anistia Internacional e da ACNUR, ela recebeu asilo, mais como Hong Kong não é signatário da convenção da ONU dos refugiados de 1951, ela não foi conhecida como refugiada e tentaram deporta-la.

## Reação Internacional
O caso da Eliana atraiu atenção Internacional e principalmente no Sudeste da Ásia e na Colombia, onde pessoas transgênero são perseguidas.
Em 16 de Dezembro de 2013 , a ONU aprovou uma resolução reconhecendo a Eliana como mulher pelo sistema de refugiados da ACNUR e se tornou a primeira mulher trans a ser reconhecida como mulher na China e em Hong Kong. Sem ter passado pela cirurgia de transgenitalização.
Em Maio de 2014 , a Nova Zelândia aceitou a Eliana como refugiada e concedeu-a asilo e seu caso foi o primeiro de uma pessoa intersexo reconhecida Internacionalmente.

## Cidadania da Nova Zelândia
Após seis anos de apatridia em abril de 2018, o governo da Nova Zelândia, em nome do Ministério da Administração Interna, concedeu a cidadania da Nova Zelândia com base em suas circunstâncias excepcionais e únicas.